# Hawkgirl
Hawkgirl is de naam van verschillende superheldinnen uit de strips van DC Comics. Allemaal zijn ze partners en soms geliefden van het personage Hawkman en delen ze kenmerken met Hawkwoman.

## Publicatiegeschiedenis

### Golden Age
Shiera Sanders was de eerste Hawkgirl die meedeed in de strips. Ze maakte haar
debuut in Flash Comics #1 als een gewone burger en bijpersonage van Hawkmans verhalen. Hawkman was er dankzij een droom van overtuigd dat hij een oude Egyptische prins was, en Shiera zijn prinses. In All Star Comics #5 werd ze voor het eerst gezien in haar kostuum. Ze nam later ook de naam Hawkgirl aan, en werd vele verhalen lang Hawkmans partner.

### Silver Age
Na de jaren 40 nam de populariteit van superhelden af. In de jaren 50 slaagde DC Comics erin veel van zijn oude helden weer populair te maken door ze te moderniseren met een nieuw uiterlijk en achtergrond.
De Silver Age Hawkgirl was Shayera Hol, een alien van de planeet Thanagar. Hoewel ze aanvankelijk de naam Hawkgirl gebruikte, is ze meer bekend onder haar latere naam; Hawkwoman. Ze werd lid van de Justice League, maar pas jaren nadat Hawkman hier al lid van was geworden.
Toen het multiversum van het DC Universum werd geïntroduceerd, werd vermeld dat de Golden Age Hawkgirl en de Silver Age Hawkgirl in verschillende universums leefden.

### Post-Crisis
Na het verhaal Crisis on Infinite Earths werd een nieuw universum geïntroduceerd waarin zowel de Golden Age als Silver Age personages bestonden, en veel personages een nieuwe achtergrond kregen.
In deze nieuwe realiteit kwam Shayera Hol ook voor, maar nu nam ze al direct vanaf het begin de naam Hawkwoman aan en stond nooit bekend als Hawkgirl.
Een nieuwe Hawkgirl werd geïntroduceerd in 1999. Dit was Kendra Saunders, kleindochter van de Golden Age Hawkgirls neef Speed Saunders.

## Biografie

### Shiera Sanders Hall
Shiera Sanders Hall was de reïncarnatie van een Egyptische prinses genaamd Chay-Ara, en partner van Carter Hall, de Golden Age Hawkman. Eeuwen geleden werden ze samen gedood door Hath-Set met een mes gemaakt van een buitenaards metaal. De eigenschappen van dit metaal gecombineerd met de sterke band tussen de twee zorgden ervoor dat ze in de eeuwen erop meerdere malen werden herboren. Enkele van haar incarnaties zijn:
- Lady Celia Penbrook, die leefde tijdens de 5e eeuw. Geliefde van Silent Knight;
- Cinnamon (alias Kate Manser), een revolverheld uit het Wilde Westen. Geliefde van Nighthawk.
- Sheila Carr, geliefde van Pinkerton detective James Wright.

Begin 20e eeuw werd Chay-Ara herboren als Shiera Sanders Hall. Ze werd ontvoerd door Dr. Anton Hastor, maar gered door Hawkman. Shiera werd de Hawkmans vaste partner. Uiteindelijk kreeg ze een eigen kostuum en werd de heldin Hawkgirl.
Beiden waren lid van de All-Star Squadron. Eind jaren 80 werden beiden lid van de Justice League of America.
Shiera stierf toen ze werd gefuseerd met Carter en Katar Hol om een nieuwe Hawkman te vormen, een "hawk god"-wezen.

### Kendra Saunders
De huidige Hawkgirl is Kendra Saunders, een jonge vrouw die zelfmoord had gepleegd. Toen haar ziel haar lichaam verliet, nam de ziel van Shiera Sanders het lichaam over. Zo werd ze de “nieuwe” Hawkgirl.
Shiera was ervan overtuigd dat ze Kendra was, maar nam wel de Hawkgirl-identiteit aan. Ze werd lid van de Justice League, en later ook de Birds of Prey.
Ze heeft momenteel al Kendra’s herinneringen, maar vrijwel geen herinneringen van Shiera. Alleen Shiera’s vechtervaring is op haar over gegaan. Dit veroorzaakt vaak spanningen tussen haar en Hawkman, die zich wel hun oude leven samen herinnerd. Ze bleef werken als Hawkmans partner, maar het duurde enige tijd voor ze zich kon herinneren wie ze werkelijk was.

## Krachten en vaardigheden
Hawkgirl dankt haar krachten aan een riem gemaakt van het zogenaamde nth metaal, een substantie afkomstig van de planeet Thanagar. Het metaal kan de zwaartekracht opheffen zodat de drager van de riem kan vliegen. De riem reageert op de gedachten van de drager. Tevens geeft de ring bovenmenselijke kracht, zeer accuraat gezichtsvermogen en genezende krachten.
Hawkgirl is in staat te reïncarneren. Ze heeft in de afgelopen eeuwen al veel verschillende identiteiten gehad.

## Andere media
- Hawkgirl maakte haar debuut buiten de strips in een paar afleveringen van de serie Super Friends.
- Hawkgirl was een vast personage in de serie Justice League. Deze Hawkgirl was Shayera Hol, een personage dat in de strips beter bekendstond als Hawkwoman. Shayera was een alien van de planeet Thanagar, en derhalve geboren met vleugels. Ze sloot zich bij de Justice League aan. Ze vertelde haar teamgenoten dat ze door een ongeluk op Aarde was beland, en niet terug kon naar haar thuisplaneet.
In de aflevering "Starcrossed" kwam de waarheid over haar aan het licht. Ze was een luitenant van het Thanagariaanse leger, en naar de aarde gestuurd als verkenner. De rest van het leger arriveerde in de aflevering, en beweerde de Aarde te komen helpen in de strijd met hun aartsvijanden, de Gordanians. Buiten Hawkgirls weten om wilden de Thanagarianen de aarde opofferen om de Gordanian te verslaan. Toen ze dit ontdekte, verraadde ze haar volk en hielp de Justice League hen te verslaan. Het leger vertrok, en liet Hawkgirl als verrader achter op Aarde. Direct hierna nam ze ontslag uit de Justice League.
- In de serie Justice League Unlimited speelde Hawkgirl nog slechts een bijrol. Later in de serie werd ze wel weer lid van de League, maar speelde geen actieve rol meer in het team.
- Hawkgirl wordt gespeeld door Ciara Renée in de serie Legends of Tomorrow. Ter introductie van deze serie maakte ze eerst haar opwachting in seizoen 2 van The Flash en seizoen 4 van Arrow. In deze serie is ze een reïncarnatie van een oud-Egyptische priesteres, die al eeuwenlang in meerdere levens in conflict is met Vandal Savage.
- Hawkgirl werd gespeeld door Isabela Merced in de film Superman (2025) van James Gunn.